# Дуб Хартії

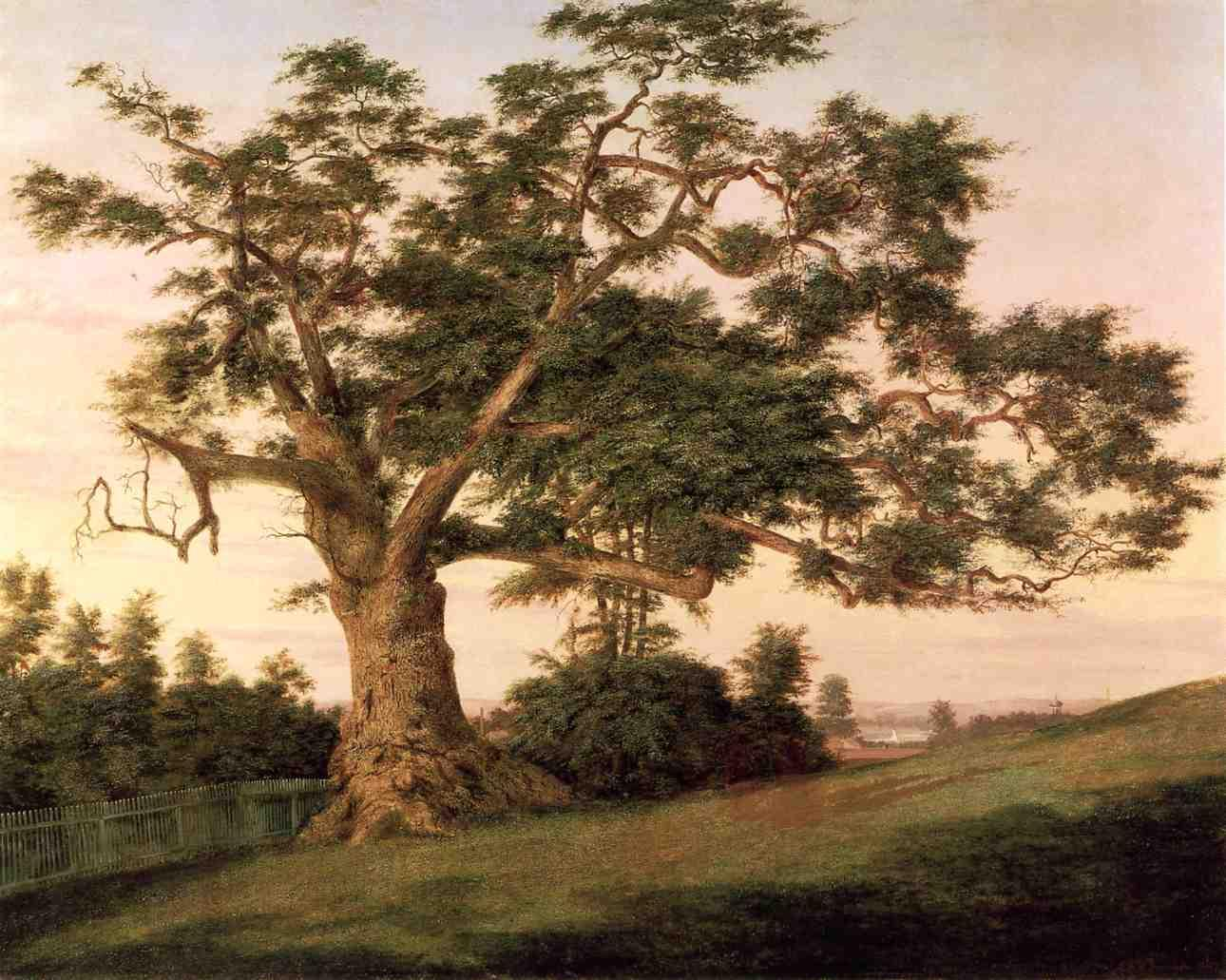
Картина Чарльза де Вольфа Браунелла, 1857, яка зображує дуб

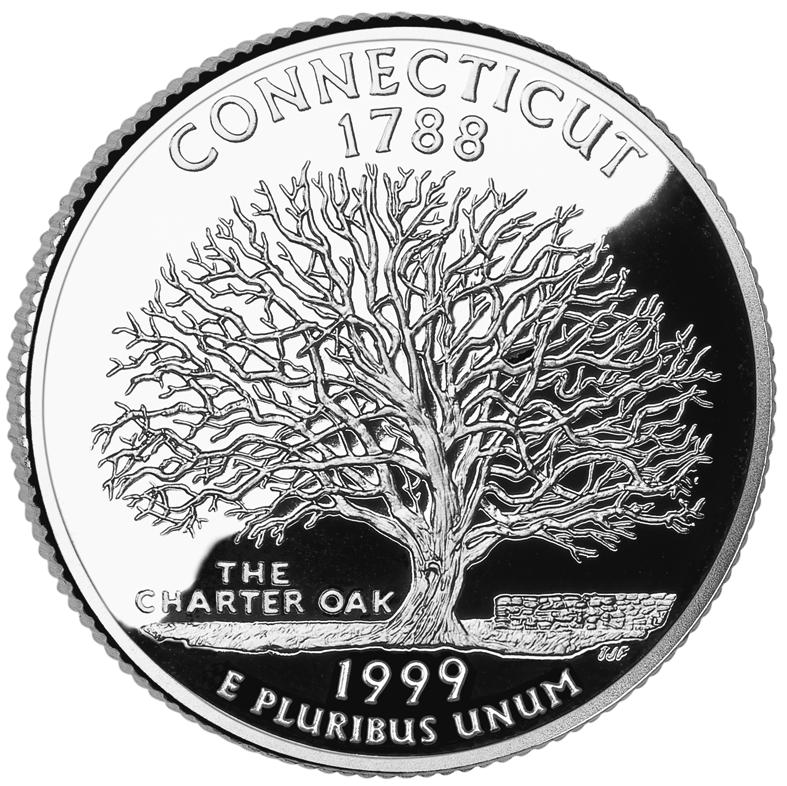
Дуб Хартії на четвертаку долара США

Дуб Хартії (англ. Charter Oak) — великий дуб, що ріс на території міста Гартфорда і грав важливу роль в фольклорі американського штату Коннектикут. Дерево відрізнялося великими розмірами — зокрема, діаметр його стовбура був більше 2 м, — а також солідним віком. Дуб був однією з головних визначних пам'яток Гартфорда, поки не впав під час урагану в ніч з 20 на 21 серпня 1855 року. Вік дерева в ряді джерел вказується як більший за 1 000 років.
Згідно з легендою, в 1687 жителі британської колонії Коннектикут вкрили в дуплі цього дерева статут (хартію) колонії, після того як новий королівський губернатор, Едмунд Ендрос, зробив спробу вилучити цей документ. Хартія, будучи свого роду конституцією, гарантувала широку автономію колонії Коннектикут, і тому Дуб Хартії став відомий як «Страж Конституції» як символ свободи та став однією з офіційних емблем штату Коннектикут. У 1947 дуб білий був офіційно оголошений символом Коннектикуту.